# 기요스에번
기요스에 번(일본어: 淸末藩 키요스에한[*])은 나가토국에 존재하던 번이다. 번청은 기요스에 진야(지금의 야마구치현 시모노세키시 기요스에).

## 역대 번주
모리가
도자마 1만석
1. 모리 모토토모(元知) 1653년 ~ 1683년
2. 모리 모토히라(元平) 1683년 ~ 1729년
3. 모리 마사나리(政苗) 1729년 ~ 1775년
4. 모리 마사쿠니(匡邦)
5. 모리 마사아키(政明)
6. 모리 모토요(元世)
7. 모리 모토쓰구(元承)
8. 모리 모토즈미(元純)

## 같이 보기
- 시라이시 쇼이치로